# سیارک ۱۴۰۰
سیارک ۱۴۰۰ (به انگلیسی: 1400 Tirela، نامگذاری:1936WA) هزار و چهارصدمین سیارک کشف شده‌است که در ۱۷ نوامبر ۱۹۳۶ و در الجزیره کشف شد.
قدر مطلق سیارک برابر ۱۱٫۵۰ است.